# Gymnostemon zaizou
Gymnostemon zaizou är en bittervedsväxtart som beskrevs av Aubrev. & Pellegr.. Gymnostemon zaizou ingår i släktet Gymnostemon och familjen bittervedsväxter. Inga underarter finns listade i Catalogue of Life.